# Jeremy Frieser
Jeremy Sylvester Frieser (Zoetermeer, 28 januari 1997) is een Nederlandse youtuber.

## Loopbaan
In 2010 begon Frieser met het maken van YouTube-video's op verschillende kanalen. Zijn eerste kanaal maakte hij aan in 2010: 'Silentsylvester'. Later maakte hij ook video's op DagelijksHaaDee (het latere 'Milan Knol'). In 2013 begon hij met zijn YouTubekanaal 'AltijdCompilaties'. Onder zijn eigen naam 'Jeremy Frieser' heeft hij eveneens een kanaal opgezet.
Hij won in 2019 bij de VEED Awards de prijs voor Beste comedy-youtuber en Beste vlogger.
Frieser doet tevens mee aan het online programma Legends of Gaming NL, eerder geproduceerd door mediabedrijf Endemol, maar nu geproduceerd door Studio Catwise. Hij doet mee aan seizoen 1 t/m 6. Daarnaast heeft hij ook deelgenomen aan een spin-off seizoen van Legends of Gaming, genaamd Masters of Minecraft Seizoen 1. In deze spin-off wist Frieser de 2de plek te pakken. Bovendien presenteerde hij, samen met GameMeneer een spin-off seizoen, genaamd Legends Gezocht. Hier gingen 24 YouTubers en Streamers strijden om een nieuwe Legend te worden.
Zijn content bevat nadat hij zijn naam heeft veranderd voornamelijk entertainende video's in plaats van gamingvideo's. Hij heeft een vast uploadschema; op zaterdag Satisfying Saturday (SatSat) en op zondag Unsatisfying Sunday (UnSun). Tevens uploadt hij af en toe vlogs of een reactievideo op een aflevering van de jeugdserie Brugklas. In een interview met het NOS Jeugdjournaal vertelde Frieser dat de "content switch" de beste keuze is geweest.
In 2022 lanceerde Frieser ook met collega-youtubers Don Plevier, Michael van Tielen, Joost Bouhof, Duncan Massink, Pascal Scherpenkate en Ronald Vledder een nieuw kanaal, genaamd "Makkers", waar ze wekelijks een nieuwe video postten.
Samen met Duncan Massink organiseerde hij al 2 seizoenen van de CreatorSMP Hardcore, een hardcore Minecraftserver waar tientallen creators zoals Qucee, Bokado en GameMeneer samenspelen en strijden tot er maar 1 winnaar overblijft. 

## Film
| Jaar | Film                            | Rol         | Opmerking |
| ---- | ------------------------------- | ----------- | --------- |
| 2019 | Brugklas: de tijd van m'n leven | Verklikker  | Gastrol   |
| 2019 | Misfit 2                        | Dex Calibur |           |

## Theatervoorstellingen
| Jaar | Deelname               |
| ---- | ---------------------- |
| 2018 | Legends of Gaming Live |
| 2019 | Legends of Gaming Live |
| 2020 | Legends of Gaming Live |

## Prijzen en nominaties
| Jaar                       | Prijs                          | Categorie                                                          | Resultaat   |
| -------------------------- | ------------------------------ | ------------------------------------------------------------------ | ----------- |
| 2017                       | Legends of Gaming NL           | Legend of Gaming 2016-2017                                         | Gewonnen    |
| 2017                       | Legends of Gaming NL           | Fun Award                                                          | Gewonnen    |
| 2017                       | VEED Awards                    | Beste Gaming YouTuber (als lid van DagelijksHaaDee)                | Gewonnen    |
| 2018                       | VEED Awards                    | Beste Gaming YouTuber (als lid van DagelijksHaaDee)                | Gewonnen    |
| 2018                       | Legends of Gaming NL           | Fun Award                                                          | Genomineerd |
| 2018                       | Legends of Gaming NL           | Legend of Gaming 2017-2018                                         | 4e          |
| 2018                       | Legends of Gaming NL           | Masters of Minecraft                                               | 2e          |
| 2019                       | Legends of Gaming NL           |                                                                    |             |
| Fun Award                  | Legends of Gaming NL           | Gewonnen                                                           |             |
| Legend of Gaming 2018-2019 | Legends of Gaming NL           | 4e                                                                 |             |
| VEED Awards                | Beste Comedy YouTuber          | Gewonnen                                                           |             |
| VEED Awards                | Beste Vlogger                  | Gewonnen                                                           |             |
| VEED Awards                | Beste Mannelijke YouTuber      | Genomineerd                                                        |             |
| VEED Awards                | Beste Twitcher                 | Genomineerd                                                        |             |
| 2020                       | NPO Zapp                       | Favoriete YouTuber                                                 | Genomineerd |
| 2020                       | Legends of Gaming NL           | Legends of Gaming 2019-2020                                        | 3e          |
| 2021                       | Legends of Gaming NL           | For The Win: Masked                                                | Gewonnen    |
| 2021                       | Legends of Gaming NL           | Legend of Gaming 2020-2021                                         | 3e          |
| 2021                       | The Best Social Awards         | Beste Gamer                                                        | Genomineerd |
| 2022                       | Legends of Gaming NL           | Beste Gaming Video van 2021                                        | 9e          |
| 2022                       | Legends of Gaming NL           | Beste Gaming Video van 2021                                        | 13e         |
| 2022                       | Legends of Gaming NL           | Legend of Gaming 2021-2022                                         | 5e          |
| 2022                       | Twitch Rivals Twitchcon        | Craftmaster Live (samen met Duncan Massink, NatVlees & PuddingBoom | 2e          |
| 2023                       | Legends of Gaming NL           | Beste Gaming Video van 2022                                        | 8e          |
| 2023                       | Legends of Gaming NL           | Beste Gaming Video van 2022                                        | 17e         |
| 2024                       | MCC TRE (Twitch Rivals Europe) | MC Championships (samen met 5up, Snifferish & Wolfeei)             | Gewonnen    |